# Mysticoncha harrisonae
Mysticoncha harrisonae är en snäckart som beskrevs av Powell 1946. Mysticoncha harrisonae ingår i släktet Mysticoncha och familjen Velutinidae. Inga underarter finns listade i Catalogue of Life.